# Juan José Castro
Juan José Castro (7 mars 1895 - 3 septembre 1968) est un compositeur et chef d'orchestre argentin.

## Biographie
Né à Avellaneda, Castro étudie le piano et le violon avec Manuel Posadas (es) et la composition avec Eduardo Fornarini (de), à Buenos Aires. Dans les années 1920, il remporte le Prix Europa et part étudier à Paris à la Schola Cantorum avec Vincent d'Indy et Édouard Risler. De retour à Buenos Aires en 1925, il est nommé chef d'orchestre du Renacimiento Chamber Orchestra en 1928 et du Teatro Colón en 1930. De 1939 à 1943 il est professeur au conservatoire de Buenos Aires.
La carrière internationale de Castro débute dans les années 1940. En 1947 il dirige le Havana Philharmonic, et le Sodre Orchestra en Uruguay en 1949. En 1952-53 il est le chef d'orchestre du Victorian Symphony Orchestra en Australie. Il revient en Amérique et dirige le National Symphony à Buenos Aires de 1956 à 1960. De 1960 à 1964, il est le directeur du conservatoire de musique de Puerto Rico.
Les frères de Castro, José María et Washington, sont aussi tous les deux compositeurs. Juan José Castro s'est marié à la fille du compositeur Julián Aguirre. Il meurt à Buenos Aires en 1968, âgé de 73 ans.

## Œuvres (sélection)
- Sonate pour violon, 1914
- Sonate pour violoncelle, 1916
- Sonate pour piano no 1, 1917
- A una madre, 1925
- Symphonie no 1, 1931
- Biblical Symphony (Symphonie biblique), 1932
- Mekhano, ballet, 1934
- Sinfonia Argentina (Symphonie argentine), 1934
- Symphonie no 3, 1936
- Symphonie no 4, 1939
- Sonate pour piano no 2, 1939
- Offenbachiana, ballet, 1940
- Concerto pour piano, 1941
- Quatuor à cordes, 1942
- La zapatera prodigosa, opéra d'après Federico García Lorca, 1943
- Martin Fierro, cantate, 1944
- El Llanto de las Sierras, 1947
- Corales Criollos no 1 & 2, piano, 1947
- Proserpina y el extranjero (Proserpine et l'étranger), opéra d'après Omar del Carlo (de), 1951
- Bodas de sangre (Mariage de sang), opéra d'après Lorca, 1952
- Corales Criollos no 3, orchestre, 1953
- Symphonie no 5, 1956
- Epitafio en ritmos y sonidos, chœur et orchestre, 1961

## Postérité
En son hommage, un conservatoire de Buenos Aires porte son nom.